# Hogna watsoni
Hogna watsoni là một loài nhện trong họ Lycosidae.
Loài này thuộc chi Hogna. Hogna watsoni được Willis J. Gertsch miêu tả năm 1934.